# Congresso do Povo de Uganda

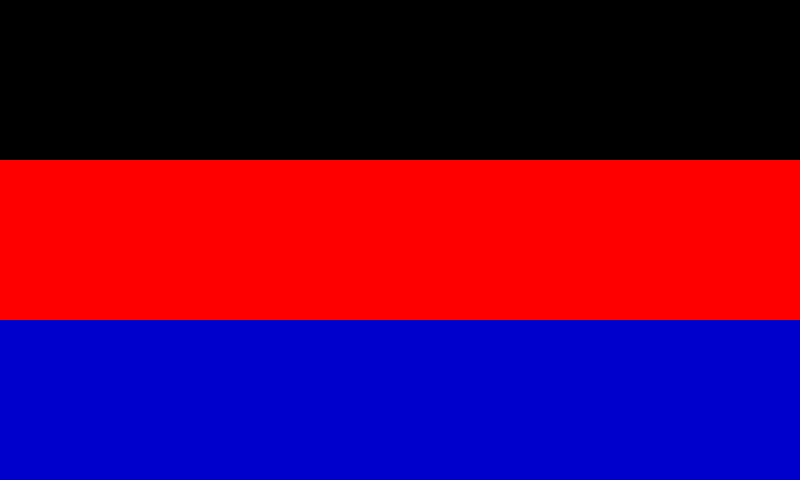
Bandeira do partido.

Congresso do Povo de Uganda ou Congresso Popular de Uganda (em inglês:  Uganda People's Congress, UPC) é um partido político ugandense que, junto com o Partido Democrático, é um dos dois partidos tradicionais de Uganda.
Fundado por Milton Obote em 1960, o Congresso do Povo de Uganda governou o país entre 1962 e 1971, e novamente entre 1980 e 1985. Durante os governos de Obote, que foi presidente duas vezes sob a bandeira do Congresso do Povo de Uganda, numerosas violações dos direitos humanos foram cometidas, especialmente durante o período entre 1966 e 1971, quando o partido era o único legalizado. Em 1971, o ditador Idi Amin baniu o partido depois de executar um golpe de Estado bem sucedido contra Obote. Com a derrubada de Amin pelas Forças Armadas da Tanzânia em 1979, o partido retornaria ao poder após triunfar nas eleições posteriores a invasão tanzaniana.  No entanto, as denuncias de fraude eleitoral levaram a uma guerra civil, durante a qual Obote foi novamente deposto pelas forças governamentais sob o comando de Tito Okello, em meados de 1985. A guerra terminou com a vitória do Movimento de Resistência Nacional, liderado por Yoweri Museveni, em 1986. O regime do Movimento proibiu todos os partidos políticos e estabeleceu um sistema não partidário, que terminou em 2005.
Obote prosseguiu como líder do partido na clandestinidade quando morreu em outubro de 2005, apesar de ter anunciado anteriormente sua intenção de renunciar depois que o governo de Museveni legalizou os partidos políticos para as próximas eleições. Nestas eleições, o Congresso do Povo de Uganda obteve 9 dos 289 assentos eleitos, enquanto a candidata à presidência, a viúva do ex-presidente Obote, Miria Obote, obteve 0,8% dos votos.